# Waldemar Minkina
Waldemar Andrzej Minkina (ur. 4 kwietnia 1953 w Częstochowie) – polski inżynier, nauczyciel akademicki, profesor nauk technicznych. Profesor zwyczajny na Wydziale Elektrycznym Politechniki Częstochowskiej.

## Życiorys
Po uzyskaniu świadectwa dojrzałości w V Liceum Ogólnokształcącym im. Adama Mickiewicza w Częstochowie (1972), podjął studia na Wydziale Elektrycznym Politechniki Częstochowskiej (WE PCz), które ukończył w 1977 (specjalność: automatyzacja napędów elektrycznych). Jego praca dyplomowa zajęła II miejsce w konkursie Stowarzyszenia Elektryków Polskich na najlepszą pracę dyplomową na Wydziale Elektrycznym. 
Po studiach został zatrudniony w Ośrodku Elektronicznej Techniki Obliczeniowej (OETO, obecnie Ośrodek Informatyki) Politechniki Częstochowskiej jako pracownik techniczny, konserwator elektronicznej maszyny cyfrowej, odpowiednio: Odra 1013, ZAM-41 oraz Odra 1035. W 1978 otrzymał etat asystenta stażysty na macierzystym Wydziale Elektrycznym Politechniki Częstochowskiej. 
Stopień naukowy doktora nauk technicznych uzyskał z wyróżnieniem w 1983 w Instytucie Metrologii Elektrycznej na Wydziale Elektrycznym Politechniki Wrocławskiej (tytuł dysertacji: Modelowe badania własności dynamicznych czujników termoelektrycznych w celu poprawienia jakości ich przetwarzania). Habilitował się w 1995 na Wydziale Automatyki Politechniki Lwowskiej na podstawie pracy pt. Pomiar wysokiej, ustalonej temperatury za pomocą metod ekstrapolacji charakterystyki skokowej termometru. Tytuł profesora nauk technicznych otrzymał w 2006. Od 2007 jest zatrudniony w macierzystej uczelni na stanowisku profesora zwyczajnego. 
W ramach dyscypliny automatyka, elektronika i elektrotechnika specjalizuje się w problematyce termometrii, termografii komputerowej, pomiarów cieplnych oraz teorii i techniki wymiany ciepła. Jest promotorem trzech prac doktorskich obronionych z wyróżnieniem.
Zagraniczne staże naukowe odbył w instytutach miernictwa w: Karlsruhe, Berlinie Zachodnim, Sankt Petersburgu i Lwowie, a także w Federalnym Urzędzie Miar w Berlinie oraz Riso National Laboratory w Danii. Prowadził wykłady na studiach doktoranckich prowadzonych w Instytucie Elektroniki Uniwersytetu Technicznego w Dreźnie. W zakresie termografii komputerowej współpracował z Katedrą Miernictwa Uniwersytetu w Rostocku.
Jest członkiem rady programowej miesięcznika „Measurement Automation Monitoring” (MAM, dawniej: „Pomiary, Automatyka, Kontrola”), gdzie jest redaktorem działu „Termometria” oraz członkiem rady programowej dwumiesięcznika naukowo–technicznego „Śląskie Wiadomości Elektryczne”. Jest członkiem zarządu Polskiego Stowarzyszenia Pomiarów Automatyki i Robotyki (POLSPAR) z ramienia Komitetu Termografii i Termometrii w Podczerwieni (działającego w ramach POLSPAR). 
W latach 1996–2018 kierował Zakładem Technik Mikroprocesorowych, Automatyki i Pomiarów Cieplnych, a w okresie 1999–2005 był dyrektorem Instytutu Elektroniki i Systemów Sterowania macierzystego WE PCz. Od roku 2016 jest kierownikiem studiów doktoranckich WE PCz. 
Członek kilku interdyscyplinarnych zespołów ekspertów przy Ministrze Nauki i Szkolnictwa Wyższego. Ekspert Narodowego Centrum Badań i Rozwoju, Narodowego Centrum Nauki oraz Polskiego Centrum Akredytacji (PCA) laboratoriów w zakresie termometrii.

## Publikacje
Jest autorem i współautorem 7 monografii z metrologii, ponad 200 publikacji oraz 14 patentów i zgłoszeń patentowych. 
Książki i monografie
1. Minkina W., Dudzik S. Infrared thermography – errors and uncertainties, John Wiley & Sons Ltd, Chichester 2009 r., 192 str., ISBN 978-0-470-74718-6.
2. Praca zbiorowa (red. X. Maldague) Thermal and Infrared Testing, współautorstwo rozdziału: Minkina W., Dudzik S. Errors and uncertainties of thermographic measurements, NDT Handbook, 4th edition, American Society for Nondestructive Testing (ASNT) 2020.
3. Minkina W. Pomiary termowizyjne – przyrządy i metody, Wydawnictwo Politechniki Częstochowskiej, Częstochowa 2004, 243 str., ISBN 83-7193-237-5.
4. Minkina W. (red.) Wybrane problemy współczesnej termografii i termometrii wpodczerwieni, Wydawnictwo Politechniki Częstochowskiej, Częstochowa 2011, 149 str., ISBN 978-83-7193-512-1.
5. Minkina W., Chudzik S. Pomiary parametrów cieplnych materiałów termoizolacyjnych – przyrządy i metody, Wydawnictwo Politechniki Częstochowskiej, Częstochowa 2004, 126 str., ISBN 83-7193-216-2.
6. Minkina W., Gryś S. Korekcja charakterystyk dynamicznych czujników termometrycznych – metody, układy, algorytmy, Wydawnictwo Politechniki Częstochowskiej, Częstochowa 2004, 116 str., ISBN 83-7193-243-X.
7. Praca zbiorowa (red. H. Madura) Pomiary termowizyjne w praktyce, współautorstwo dwóch rozdziałów: Minkina W., Madura H. Podstawy teoretyczne pomiarów termowizyjnych oraz Madura H., Minkina W. Budowa, parametry i zastosowania kamertermowizyjnych, Wydawca: Redakcja czasopisma „Pomiary Automatyka Kontrola” oraz Agenda Wydawnicza SIMP, Warszawa 2004, 176 str., ISBN 83-87982-26-1.

## Odznaczenia i wyróżnienia
Otrzymał m.in. Złoty Krzyż Zasługi (2000), Medal Komisji Edukacji Narodowej (2001), Krzyż Kawalerski Orderu Odrodzenia Polski (2011), złoty Medal Za Długoletnią Służbę (2014) oraz Srebrny Medal „Zasłużony dla Uczelni” (2014).